# 29483 Boeker
29483 Boeker (tên chỉ định: 1997 VD5) là một tiểu hành tinh vành đai chính. Nó được phát hiện bởi Bernd Koch ở Solingen, North Rhine-Westphalia, Đức, ngày 3 tháng 11 năm 1997. Nó được đặt theo tên Karolin Kleemann-Boeker và Andreas Boeker.